# Extraterrestrial Live
Extraterrestrial Live es el tercer álbum en directo de Blue Öyster Cult, lanzado en 1982 por Columbia Records.
Originalmente editado como álbum doble de vinilo, "Extraterrestrial Live" está compuesto en su mayoría por tomas realizadas durante la gira promocional de "Fire Of Unknown Origin", de 1981, más dos temas grabados en 1980 durante la gira "Black & Blue Tour", que Blue Öyster Cult llevó a cabo junto a Black Sabbath.
En medio de la gira de 1981 el miembro original Albert Bouchard fue expulsado, siendo reemplazado por Rick Downey; finalmente Bouchard aparecería sólo en dos temas del álbum: "Dominance and Submission" y "Black Blade".

## Lista de canciones
Lado A
1. "Dominance and Submission" – 5:56
2. "Cities On Flame With Rock And Roll" - 5:19
3. "Dr. Music" – 3:40
4. "The Red and the Black" – 4:39

Lado B
1. "Joan Crawford" – 5:17
2. "Burnin' for You" – 4:50
3. "Roadhouse Blues" – 9:06

Lado C
1. "Black Blade" – 6:17
2. "Hot Rails to Hell" – 5:03
3. "Godzilla" – 7:46

Lado D
1. "Veteran of the Psychic Wars" – 8:11
2. "E.T.I. (Extra Terrestrial Intelligence)" – 5:20
3. "(Don't Fear) The Reaper" – 6:42

## Personal
- Eric Bloom: voz líder, guitarra, teclados
- Buck Dharma (Donald Roeser): guitarra líder, voz
- Allen Lanier: teclados, guitarra
- Joe Bouchard: bajo, voz
- Rick Downey: batería
- Albert Bouchard: batería en "Dominance and Submission" y "Black Blade"